# Кард, Дэвид
Дэвид Кард (англ. David Card; род. 1956[…], Гуэлф, Онтарио, Канада) — канадско-американский экономист, нобелевский лауреат (2021). PhD (1983), профессор Калифорнийского университета в Беркли, член НАН США (2021) и Американского философского общества (2025).

## Биография
Бакалавр (физика, 1978) университета Куинс (Кингстон, Онтарио); доктор философии (экономика, 1983) Принстонского университета. Преподавал в Чикагском университете (1982—1983), Принстоне (1983—1997, профессор с 1987 года) и Калифорнийском университете (Беркли; с 1997 года).
Среди наград:
- 1995 — Медаль Джона Бейтса Кларка;
- 2014 — BBVA Foundation Frontiers of Knowledge Award;
- 2021 — Нобелевская премия по экономике «за эмпирический вклад в экономику труда».